# Signum manus

Assinatura cruzada "KAROLVS" de Carlos Magno (cerca de 782).

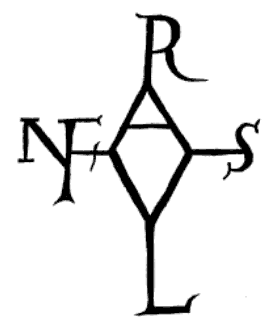
Assinatura cruzada de Arnulfo da Caríntia (890).

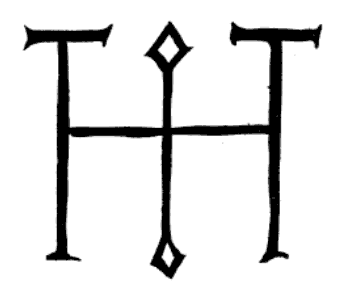
Signum manus de Otão I (cerca de 970).

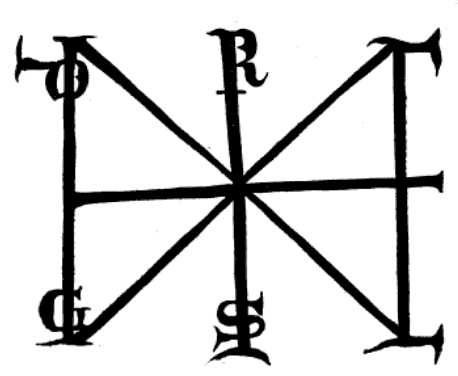
Signum manus de Henrique III (1049).

Signum manus (trad. sinal da mão, às vezes também conhecido como Chrismon) refere-se à prática medieval europeia de assinar um documento ou carta com um tipo especial de monograma ou cifra real. A prática está documentada pelo menos desde o período merovíngio (cerca do século V) até o século XIV no Império Franco e seus sucessores.

## História
O termo Chrismon foi introduzido no Novo Latim especificamente como um termo para o monograma Chi Rho. Como este símbolo foi usado em documentos merovíngios no ponto de partida do que se diversificaria na tradição de "assinaturas cruzadas", a erudição alemã do século 18 estendeu o uso do termo Chrismon para todo o campo. Na paleografia medievalista e na Diplomatik (ars diplomatae, ou seja, o estudo de documentos ou cartas), o estudo dessas assinaturas ou sigilos era conhecido como Chrismologia ou Chrismenlehre, enquanto o estudo devariantes cruzadas era conhecida como Staurologia.
Chrismon neste contexto pode se referir à abreviação do período merovíngio ICN para in Christi nomine, mais tarde (no período carolíngio) também IC para in Christo, e ainda mais tarde (no alto período medieval) apenas C. para Christus.
Um símbolo de cruz era frequentemente desenhado como uma invocação no início de documentos no início da Idade Média Ocidental. No final dos documentos, os comissários ou testemunhas assinavam com um signum manus, muitas vezes também na forma de uma simples cruz. Esta prática é difundida em documentos merovíngios dos séculos VII e VIII. Um desenvolvimento relacionado é o uso generalizado do símbolo da cruz no anverso das primeiras moedas medievais, interpretado como o signum manus do moneyer.
A tradição de cunhar moedas com o monograma do monarca reinante no anverso tem origem no século V, tanto em Bizâncio como em Roma. Esta tradição foi continuada no século VI pelos reis germânicos, incluindo os merovíngios. Esses primeiros designs eram monogramas de caixa. O primeiro monograma cruciforme foi usado por Justiniano I na década de 560. Tibério III usou um monograma cruciforme com as letras R, M para Roma e T, B para Tibério; O Papa Gregório III usou as letras G, R, E, O.
As primeiras cartas reais merovíngias sobreviventes, datadas do século VII, têm os monogramas de caixa de Clotário II e Clovis II. Mais tarde, no século VII, o uso de monogramas reais foi totalmente abandonado pelos reis merovíngios; em vez disso, os selos reais de cera foram primeiro anexados aos documentos, e os reis assinariam seus nomes por completo.
O signum manus na forma de um símbolo cruzado modificado aparece pela primeira vez em cartas da Gália franca e da Inglaterra anglo-saxônica no final do século VII e início do século VIII. Carlos Magno usou pela primeira vez seu monograma cruciforme, provavelmente inspirado nos monogramas papais anteriores, em 769, e continuaria a usá-lo pelo resto de seu reinado. O monograma soletra KAROLVS, com as consoantes K, R, L, S nas extremidades dos braços cruzados e as vogais A, O, V exibidas em ligadura no centro. Luís, o Piedoso, abandonou o monograma cruzado, usando novamente um monograma tipo H ou caixa.